# Водоп'янова Тетяна Юріївна
Тетяна Юріївна Водоп'янова (нар. 11 січня 1973) — українська біатлоністка, призерка чемпіонатів світу. Заслужений майстер спорту України (1995).
Почала займатися біатлоном з 1990 року, а закінчила виступи після Олімпіади 2002 року в Солт-Лейк-Сіті. Медалі чемпіонатів світу здобувала в складі збірної України в командних гонках та естафеті. Має в своєму активі дві перемоги на етапах Кубка світу 1996 року в Поклюці і 1997 року в Антхольці в індивідуальних гонках на 15 км. Крім того, були перемоги  в естафеті на етапах Кубка  1997 року в Нагано і 1999 року в Рупольдингу. 

## Статистика виступів у Кубку світу
У таблиці наведено статистику виступів біатлоніста в Кубку світу.
- Місця 1–3: кількість подіумів
- Чільна 10: кількість фінішів у першій десятці
- В очках: кількість виступів, на яких біатлоніст здобував очки
- Старти: кількість стартів

| Місця     | Індивід. | Спринт | Персьют | Мас-старт | Естафета | Разом |
| --------- | -------- | ------ | ------- | --------- | -------- | ----- |
| 1         | 2        |        |         |           | 2        | 4     |
| 2         | 1        |        |         |           | 1        | 2     |
| 3         |          | 1      | 1       |           | 6        | 8     |
| Чільна 10 | 10       | 9      | 1       |           | 22       | 42    |
| В очках   | 22       | 28     | 12      | 6         | 22       | 90    |
| Стартів   | 33       | 46     | 20      | 7         | 22       | 128   |